# Delta14-sterolo reduttasi
La delta14-sterolo reduttasi è un enzima appartenente alla classe delle ossidoreduttasi, che catalizza la seguente reazione:
4,4-dimetil-5α-colesta-8,24-dien-3β-olo + NADP+ ⇄ 4,4-dimetil-5α-colesta-8,14,24-trien-3β-olo + NADPH + H+
Questo enzima agisce su un ampio raggio di steroidi con un doppio legame 14(15).